# 막고굴

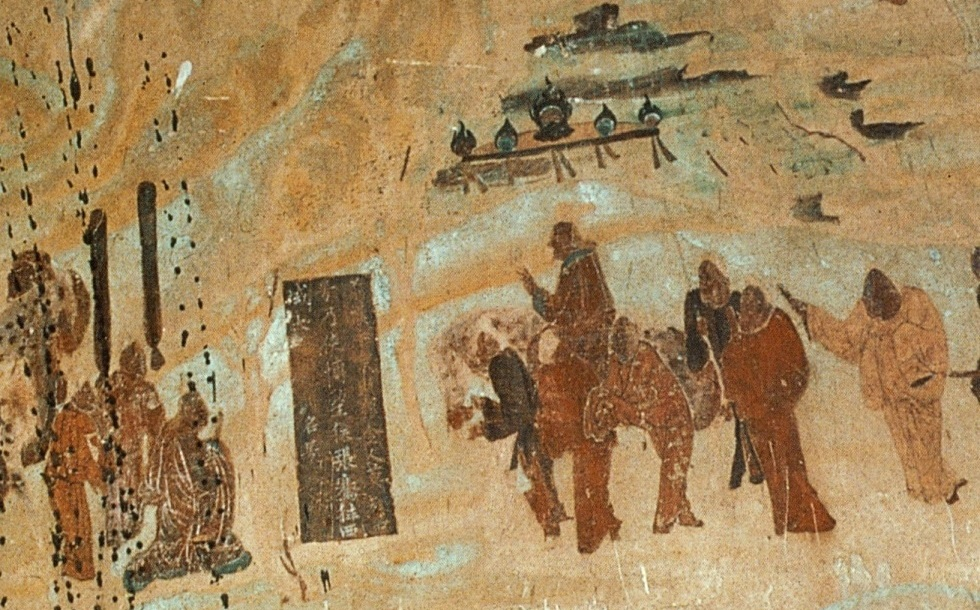
장건의 서역원정, 막고굴(618~712년 사이 그림, 제323굴)

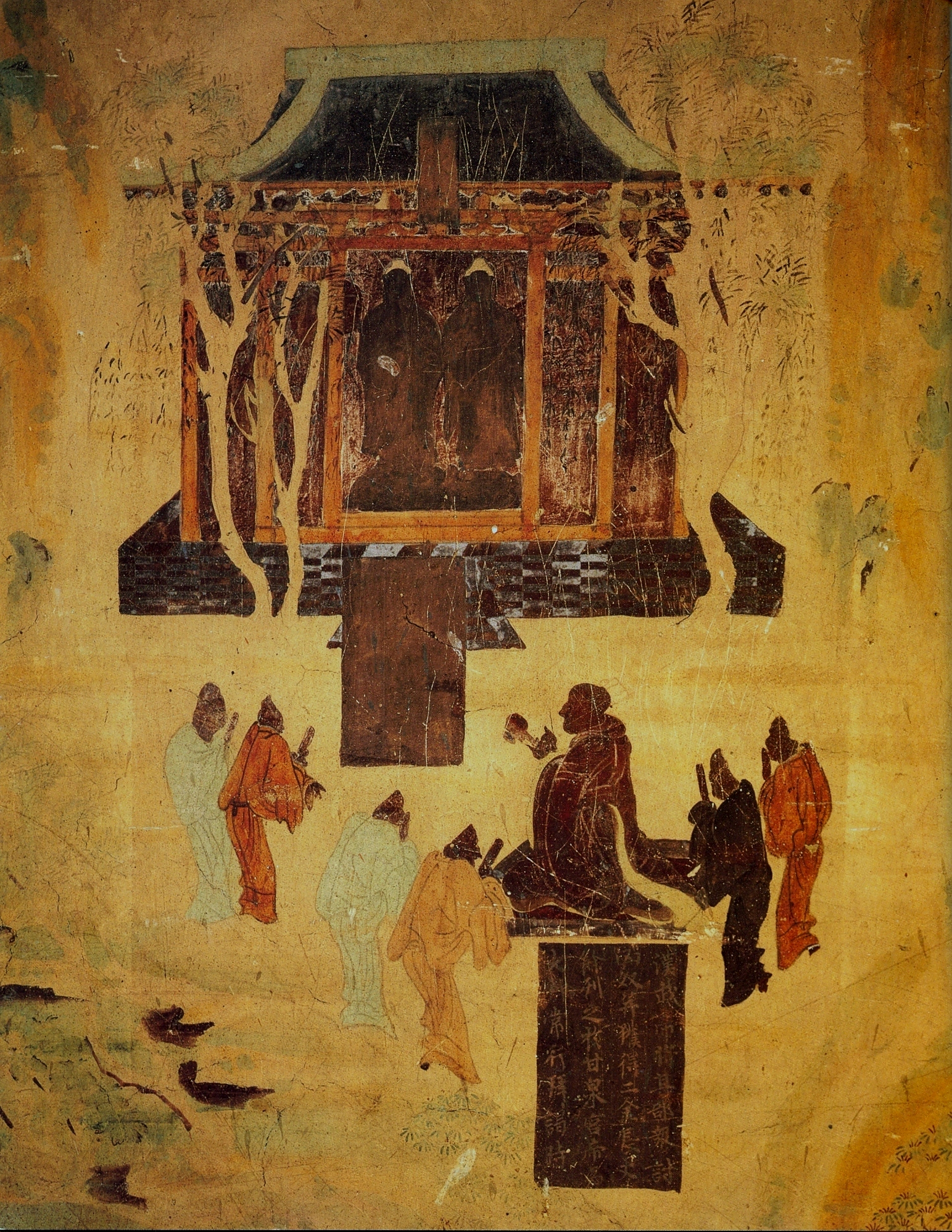
323굴의 한 무제, 8세기

막고굴(중국어: 莫高窟, 병음: mò gāo kū 모가오쿠[*], 표준어: 둔황석굴)은 중화인민공화국 간쑤 성 둔황에 있는 대표적인 천불동으로 유네스코 세계 문화유산에 지정되어 있다. 기원전 전한 시대 불교 유물부터 당나라 후기까지 불교 유물이 시대별로 폭넓게 있다. 1961년에 전국중점문물보호단위로 지정했고, 1987년에 유네스코 세계 문화유산에 등재됐다. 대한민국에서는 주로 둔황석굴이라고 부른다.

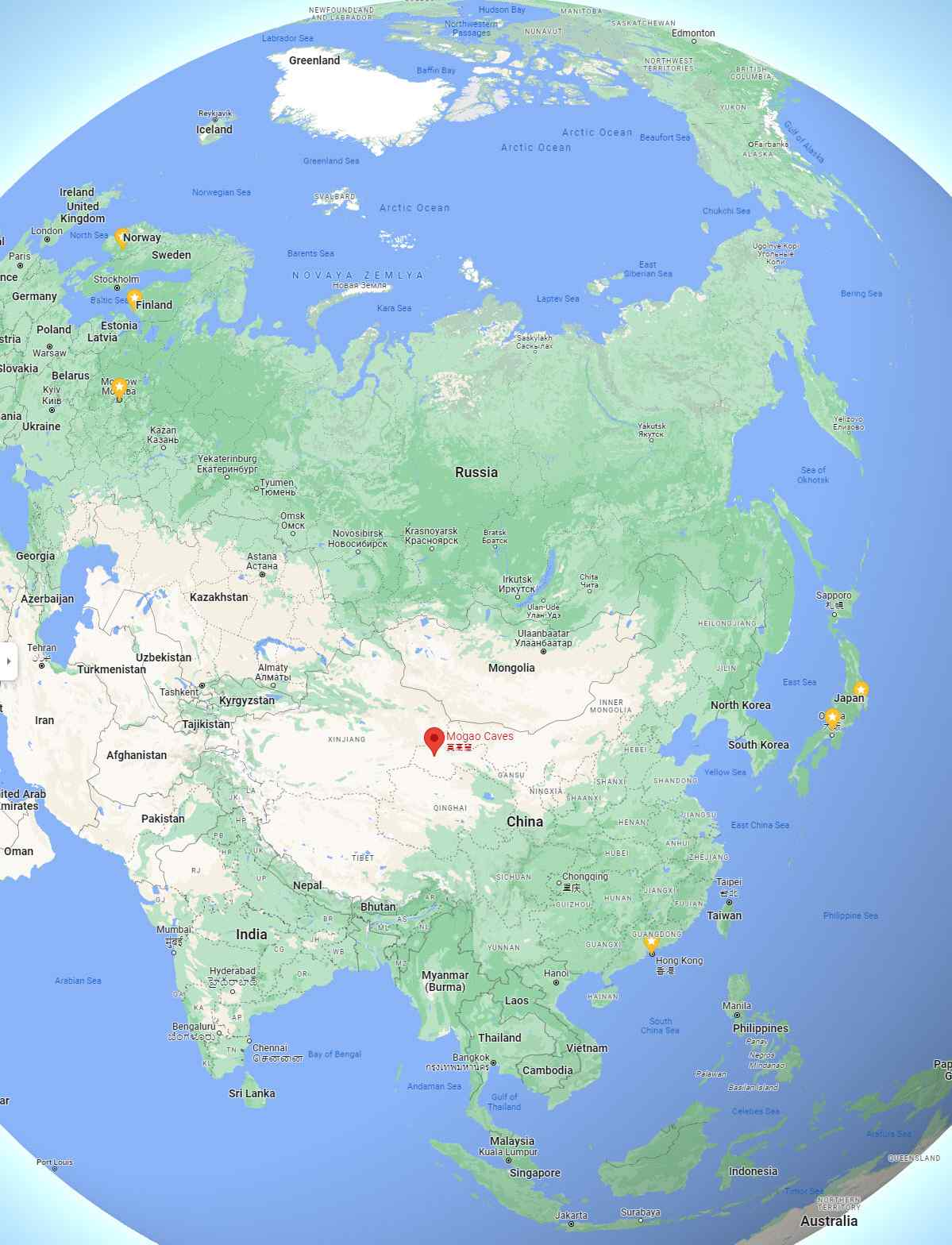
막고굴위치

## 역사
둔황의 동남쪽 25km에 위치한 밍사 산(명사산) 동쪽 벼랑에 남북으로 1,600m에 걸쳐 조성된 막고굴과 서천불동, 안서유림굴, 수협구굴 등 600여 개의 동굴이 있고, 그 안에 2400여 개의 불상이 안치되고 있다. 벽 한 면에 벽화가 그려져 있고, 총 면적은 45,000km2이다. 둔황 석굴, 둔황 천불동이라고도 하며, 막고굴이라는 것이 광의의 의미에서는 전부를 포함하기 때문에 간단히 막고굴이라고 한다. 막고굴이 만들어진 시기는 오호 십육국 시대 전진(前秦)의 지배하에 있던 355년 또는 366년으로 추정되며, 승려 낙준이 석굴을 파고 불상을 조각한 것을 시작으로, 그 후 법양에서 원나라 시대에 이르기까지 1,000년에 걸쳐 조성되었다. 현존하는 가장 오래된 굴은 5세기 전반에 여기를 지배한 북양의 것으로 그 이전의 것은 후세에 새롭게 굴을 파면서, 훼손된 것으로 보인다. 막고굴의 북부는 장인의 주거지로서 이곳에는 불상과 벽화가 없다. 벽화의 양식으로서는 5호 16국 시대 북양과 계속된 북위 때에는 서역의 영향이 강하게 나타나며, 제작된 불전, 천불 등이 그 영향을 그대로 드러낸다. 북주와 수당에 이르면서 중국의 영향이 강하게 나타나기 시작하는데, 석가설법도 등도 이때 그려지게 된다. 통치 기간이 가장 긴 당나라 때의 석굴이 225개 굴로 가장 많으며, 그 다음으로 수나라가 97개를 차지한다. 북송 때 서하 지배하에 들면서, 둔황의 가치가 하락하여, 점차 그 수가 적어지고 서하 때의 것은 20개, 원나라 때 석굴이 7개로 추정되고 있다. 그 후 몽골의 침입과 이슬람의 침입을 거치면서, 둔황은 완전한 쇠퇴해진 도시가 되었고, 이후 오랫동안 막고굴은 잊혀진 존재가 되었다. 이 막고굴이 다시 한번 주목을 받은 것은, 1900년, 둔황의 문헌이 장경동(藏經洞)에서 발견되면서 부터이다. 발견 이후에도 막고굴은 그다지 주목받지 못했고, 그 가치가 인정되고, 보호가 시작된 것은 1945년 중화인민공화국 성립 훨씬 이후의 일이었다. 1965년 문화대혁명을 거치면서 또 한번의 위기가 찾아왔지만, 문화재 보호에 남다른 관심을 가지고 있던, 저우언라이의 은밀한 보호지시로 추가로 파괴되는 봉변은 피하게 되었다.

## 둔황 석굴의 재현

### 장경동
1900년 6월 22일 둔황 석굴을 지키던 태청궁 도사 왕위안루(왕원록)가 제16굴을 청소하다가 이상한 공명음을 듣고는 막혀 있던 밀실을 발견하였다. 길이가 2.6m, 높이 3m의 이 석굴에는 5만 점의 고문서가 잠들어 있었다. 그리하여 둔황 유물의 정수이자 도서관이라고 할 수 있는 제17굴(장경동)을 세상에 알려지게 되었다.
이곳의 유물은 4세기에서 11세기에 걸친 오호십육국 시대에서 북송까지의 고문서와 고대악기, 고화, 고서 등등이었다.
변경 지역이라 잦은 이슬람 등 이교도의 침입에 파괴될까 봐 아예 중요 문화재들만 모아서 제16굴의 보조굴에 모아서 폐쇄를 했던 것이 몇 백년 동안 발견되지 않다가 발견된 것이다.
1907년 아우렐 스타인이 이곳을 관리하던 도사 왕위안루(왕원록)에게 소액의 기부금을 주고 장경동에서 약 7,000점의 유물을 유출하여 대영박물관에 가져가면서 세계의 주목을 받게 된다. 그의 연구는 다시 둔황학이라고 이름 붙여지게 되어 오늘에 이른다.
1908년 프랑스인 폴 펠리오가 또 한 번 7,000점의 유물을 프랑스로 유출하게 되는데, 혜초의 왕오천축국전도 여기에 묻어져 나간 것이다.

## 주요 석굴 소개
- 제16굴, 제17굴 : 장경동(당나라)
- 제61굴: 가장 오래된 우타이 산 형상도
- 제96굴: 북대불(높이 34.5m)
- 제130굴: 남대불
- 제148굴: 와불, 열반경변상도
- 제158굴: 와불
- 제156굴: 장의조 출행도, 송씨 출행도
- 제237굴: 유마힐변상도
- 제427굴: 108 비천상
- 제428굴: 비천도 (북조)

## 같이 보기
- 중국의 세계유산
- 둔황
- 왕오천축국전
- 혜초
- 오렐 스타인
- 오타니 컬렉션
- 윈강석굴
- 룽먼석굴